# Handel i egen bok
Handel i egen bok är en term som syftar på att en bank, kapitalförvaltare eller fondkommissionär köper eller säljer aktier för egen räkning. Förfarandet innebär att aktören tar egna risker och antingen kan tjäna eller förlora pengar.
Under en svensk statlig utredning år 2004 framkom att samtliga banker och fondkommissionärer som intervjuades bedrev handel i egen bok. Företagen uppgav att handel i egen bok bidrar till att skapa likviditet. Flera ansåg att det kan innebära risker för intressekonflikter gentemot kunderna. En majoritet av de svarande fondkommissionärerna har handel för egen räkning och för kunders räkning i samma lokaler, men med fysisk åtskillnad och olika personal. Även insynen i datasystemen är åtskild mellan egenhandel och kundhandel.
Egen handel är också en förutsättning för att kunna hantera större antal aktier, så kallade block, för kunds räkning utan att förstöra balansen i marknaden. I praktiken innebär det att en investmentbank köper ett stort antal aktier från en kund för att sedan sälja dessa i marknaden eller hitta ny köpare.